# Vladimir Lazarev
Vladimir Lazarev, född den 3 mars 1986 i Sovjetunionen, är en rysk fotbollsspelare som spelar för IFK Luleå. Han värvades till klubben inför 2011 och spelar som mittfältare med nummer 26.